# Western Basin
Koordinaten: 74° 13′ S, 174° 34′ W
Das Western Basin ist ein tektonischer Tiefseegraben im Ross-Meer in der Antarktis.
Die italienischen Geowissenschaftler Anna Del Ben, Icilio Finetti und Michele Pipan von der Universität Triest entdeckten und benannten den Graben 1997.